# Pawn Sacrifice
Pawn Sacrifice (bra: O Dono do Jogo; prt: O Prodígio), é um filme estadunidense de 2014 do gênero drama, que, baseado num fato real, conta a história do enxadrista estadunidense Bobby Fischer. O filme teve direção de Edward Zwick e roteiro de Steven Knight.

## Sinopse
Os soviéticos eram considerados os reis do xadrez e Boris Spassky (Liev Schreiber) era tido como invencível. Mas eis que Bobby Fischer (Tobey Maguire), jovem fenômeno norte-americano, o desafia no Campeonato Mundial de Xadrez de 1972, em plena Guerra Fria. EUA e URSS se enfrentam no tabuleiro em Reykjavík, capital da Islândia, e apenas um enxadrista sairá vencedor.

## Elenco
- Tobey Maguire como Bobby Fischer
  - Seamus Davey-Fitzpatrick como Bobby Fischer adolescente
  - Aiden Lovekamp como Bobby Fischer criança
- Liev Schreiber como Boris Spassky
- Lily Rabe como Joan Fischer
  - Sophie Nélisse como Joan Fischer criança
- Peter Sarsgaard como William Lombardy
- Michael Stuhlbarg como Paul Marshall
- Robin Weigert como Regina Fischer
- Conrad Pla como Carmine Nigro
- Évelyne Brochu como Donna
- Katie Nolan como Maria
- Edward Zinoviev como Efim Geller
- Brett Watson como o árbitro Lothar Schmid

## Filmagens
A filmagem começou no início de outubro de 2013, em Reykjavík, na Islândia.  Em meados de outubro, os restantes 41 dias de filmagem começaram em Montreal, no Canadá, encerrando em Los Angeles em 11 de dezembro de 2013.

## Lançamento
O filme estreou em 11 de setembro de 2014 na Inglaterra. Em 10 de setembro de 2014, Bleecker Street adquiriu os direitos de distribuição dos Estados Unidos para o filme, sendo a primeira aquisição da empresa. O filme seria lançado nos Estados Unidos em 18 de setembro de 2015; no entanto, teve que ser mudado para 16 de setembro do mesmo ano.

## Recepção

### Bilheteria
A partir de 1 de novembro de 2015, Pawn Sacrifice arrecadou US$2,4 milhões na América do Norte e US$3,6 milhões no restante do mundo, em um total de US$6 milhões, em um orçamento de US$19 milhões. O filme arrecadou US$1 milhão no fim de semana de seu lançamento, terminando em 12º na bilheteria.

### Resposta da crítica
Pawn Sacrifice recebeu críticas positivas. No Rotten Tomatoes, o filme teve uma avaliação de 70%, com base em 81 avaliações, com uma classificação média de 6,5/10. A crítica do site diz que "Ancorado por uma performance sensível de Tobey Maguire, Pawn Sacrifice acrescenta outro drama solidamente emocionante para a lista de filmes inspirados no enxadrista Bobby Fischer."  O filme teve uma pontuação de 65 de 100, com base em 29 críticos, indicando "avaliações favoráveis".

### Prêmios e Indicações
| Ano  | Prêmio              | Categoria                                           | Indicação      | Resultado | Ref.   |
| ---- | ------------------- | --------------------------------------------------- | -------------- | --------- | ------ |
| 2016 | Prism Awards        | Filme principal                                     |                | Indicado  | [ 11 ] |
| 2016 | Young Artist Awards | Melhor performance de ator mirim (13 anos ou menos) | Aiden Lovekamp | Venceu    | [ 11 ] |